# منزل بورقيبة

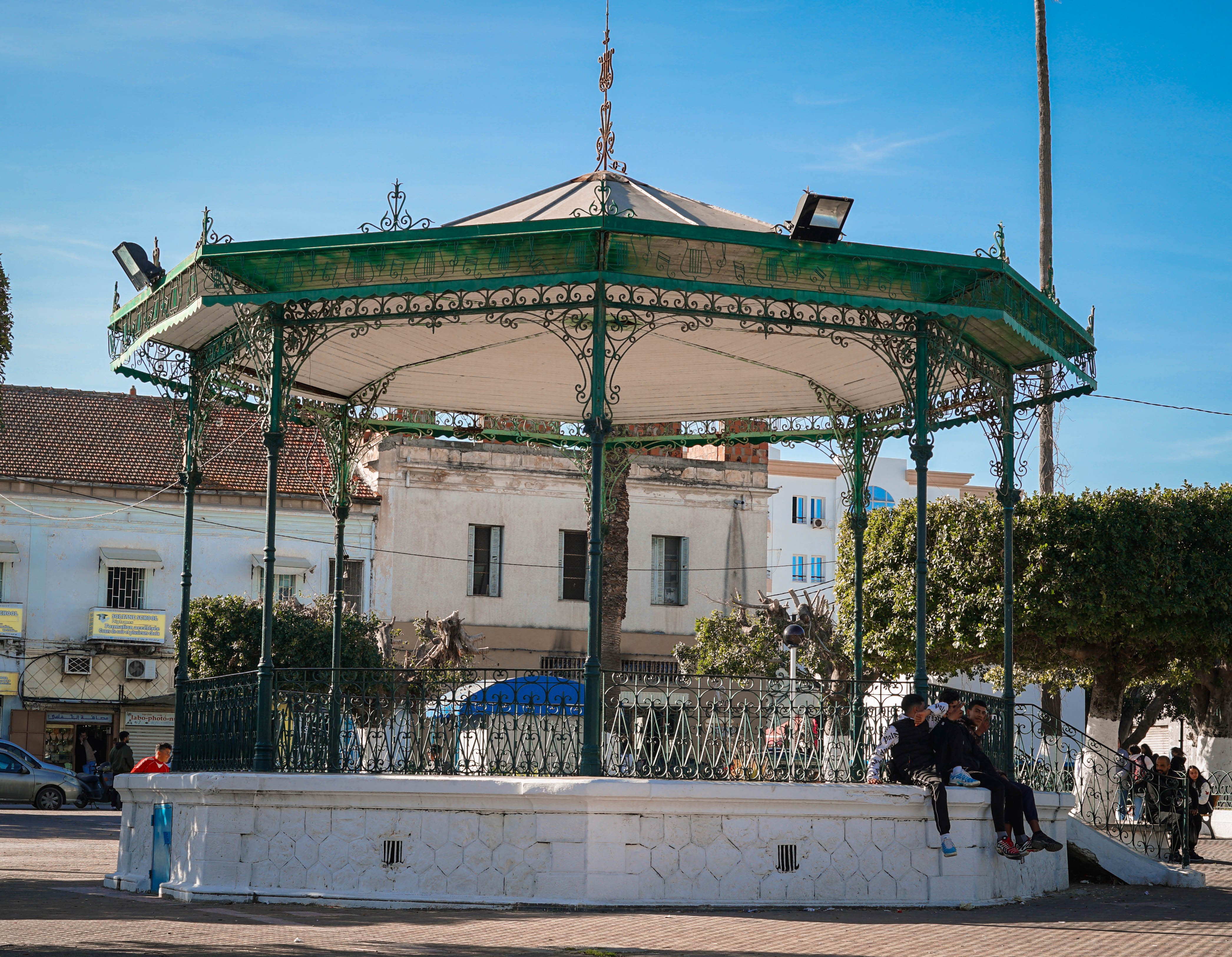
صورة لمدينة منزل بورقيبة

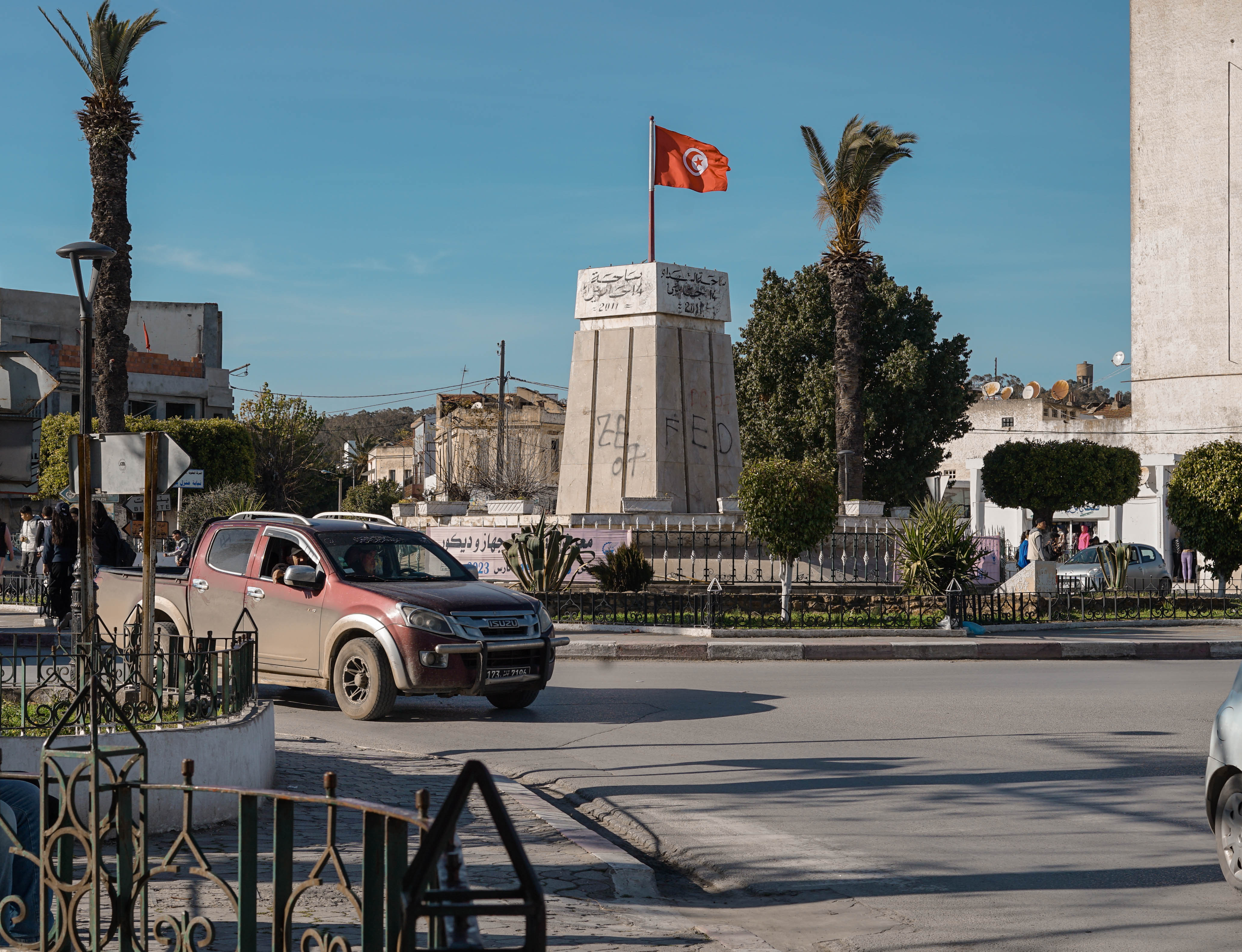
وسط مدينة منزل بورقيبة

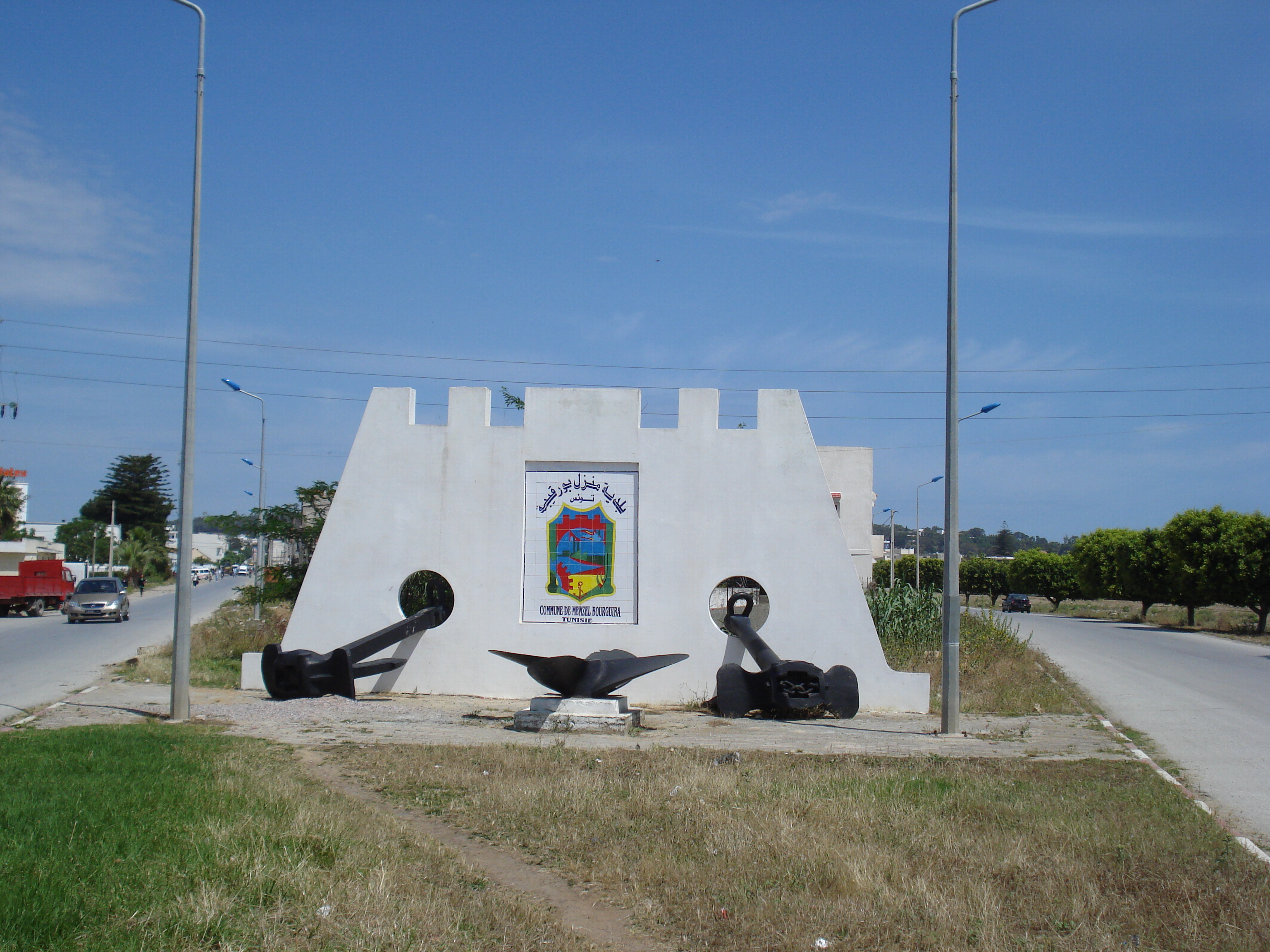
مدخل مدينة منزل بورقيبة

منزل بورقيبة (اسمها الفرنسي القديم: فَارِيفِيلْ Ferryville)، تقع شمال الجمهورية التونسية في ولاية بنزرت على بعد 64 كم من العاصمة. يمكن اعتبارها مدينة صناعية لاحتواءها على العديد من المصانع من أهم هذه المصانع والتي اعتبرت رمزا للمدينة مصنع الفولاذ والذي يقوم بصناعة الحديد وتوزيعه إلى باقي الولايات أو حتى لتصدير ويعتبر هذا المصنع من مخلفات الاستعمار الفرنسي كما أن المدينة كانت تسمى بفاري فيل نسبة للوزير الفرنسي جول فاري.

## أهمية صناعة الحديد في منزل بورقيبة
يكثر في هذه المدينة صناعة الحديد إذ اشتهرت بمصنع الفولاذ الذي أسس في بداية الستينات (1965)على عكس المعلومة المتداولة عن كونه أنجز خلال فترة الاستعمار الفرنسي بل يندرج ضمن سلسلة من المشاريع الاقتصادية التي بعثت من طرف الدولة التونسية خلال الستينات(استقلت تونس سنة 1956).
وكذلك اشتهرت بامتلاكها لأكبر مناطق الصناعية على كامل الجمهورية حيث انها تشمل صناعات متعددة(نسيجة، جلد، احذية، ولاعات غازية، البلاسيك...)

## التوأمة
تقيم مدينة منزل بورقيبة توأمة مع مدينة شتوتغارت الألمانية منذ سنة 1971.
أبرمت اتفاقية التوأمة بين بلديتي منزل بورقيبة وشتوتغارت في 01/05/1971 وتدعيما لعـلاقــة الأخوة والصداقة بين المدينتين، تم تأسيس المنظمة الثقافية التونسية الألمانية نادي التوأمة منزل بورقيبة-شتوتغارت إثر صدور التأشيرة الرسمية من وزارة الداخلية خلال سنة 1987 وتم تصنيف المنظمة ضمن المنظمات الثقافية والفنية.
تهدف هذه المنظمة إلى:
1/ تنمية جميع الأنشطة التربوية والثقافية والرياضية والسياحية والاقتصادية والاجتماعية وتطويرها.
2/ تكوين شباب متأصل في حضارته، معتز بانتماءاته ومستشرف للتعامل مع ثقافات الشعوب الأخرى لمواكبة حضارته.
3/ توطيد الصلة بين شباب مدينتي منزل بورقيبة وشتوتقارت وهياكلهما خلال تنظيم التربصات واللقاءات وتشجيع تبادل الزيارات والخبرات في مختلف المجالات.
4/ متابعة الإنجازات القائمة في إطار التوأمة بين المدينتين وصيانتها والمحافظة عليها وتدعيمها.
تدير المنظمة هيئة مديرة متركبة من إثني عشرعضوا :
ستة أعضاء تعينهم بلدية منزل بورقيبة من بين أعضاء المجلس البلدي أو من خارجهـم.
ستة أعضاء ينتخبهم الأعضاء العاملون لمدة ثلاث سنوات أثناء جلسة عامة.
وتتركب هذه الهيئة من :
1. رئيس
2. كاهية رئيس مكلف بالتسيير
3. كاهية رئيس مكلف بالبرامج
4. أمين مال
5. مساعد أمين مال مكلف بالبرامج
6. كاتب عام
7. كاتب عام مساعد مكلف بالتسيير
8. كاتب عام مساعد مكلف بالبرامج
9. عضو مسؤول عن النشاط الثقافي والرياضي
10. عضو مسؤول عن البرمجة ومتابعة الإنجازات
11. عضو مسؤول عن الاعلامية ونوادي الاختصاص
12. عضو مسؤول عن الترفيه والتكوين والنظام

أنشطة كثيرة هي التي ينظمها نادي التوأمة نذكر منها : دروس اللغة الألمانية، الدورات التكوينية، المباريات الثقافية، النشاط الرياضي، الخرجات والرحلات، الملتقيات، الاحتفالات، تبادل الوفود الشبابية... هذا وحدد معلوم الانخراط بالنادي بخمسة دنانير.

## المائة سنة
احتفلت بلدية منزل بورقيبة بعامها ال100 سنة 2005

## أهم الأحياء السكنية
- حي النجاح
- حي الكومباتون
- حي الجديد
- الشلاغمية
- حي العريش
- حي الأقبال

## وصلات خارجية
- صور لمدينة منزل بورقيبة
- صور جديدة